# سوزانا تامارو
سوزانا تامارو (به ایتالیایی: Susanna Tamaro) (زاده ۱۲ دسامبر ۱۹۵۷) نویسنده رمان، داستان، مقالات مجلات و ادبیات کودکان و و فیلم‌ساز ایتالیایی است. رمان او، به دنبال قلبت برو، به 44 زبان ترجمه و پرفروش شد و در سال 1994 جایزه Premio Donna Citta di Roma را دریافت کرد.

## سنین جوانی و تحصیل
سوزانا تامارو در سال ۱۹۵۸ در تریسته به دنیا آمد و در آنجا بزرگ شد. پدر و مادرش از هم جدا شدند، او پدرش را الکلی و مادرش را "سرد و بی‌رحم" توصیف کرده است. پس از جدایی والدینش، او توسط مادربزرگ مادری‌اش بزرگ شد. او همچنین خود را "کودکی عجیب" توصیف کرد که تحت درمان متخصصان مغز و اعصاب و مصرف دارو بوده است اما پس از مطالعه در مورد سندرم آسپرگر بیماری خود را تشخیص داد.
او برای تحصیل در مرکز تجربی سینماتوگرافی، مدرسه سینمای ایتالیا، بورسیه تحصیلی دریافت کرد، که در آنجا سال ۱۹۷۷ دیپلم کارگردانی گرفت و با کارگردان سالواتوره سامپری شروع به کار کرد. او چندین سال به عنوان نویسنده و تدوینگر در صنعت تلویزیون کار کرد.

## آثار
برخی از رمان‌های مهم او عبارتند از:
- سربه‌هوا (۱۹۸۹) برنده جایزه الزا مورانته
- تک‌خوان (۱۹۹۱) برنده جایزه انجمن جهانی قلم
- برو دنبال دلت (۱۹۹۴)
- انیما موندی (۱۹۹۷)
- کارا ماتیلدا (۱۹۹۷)
- به صدایم گوش بسپار (۲۰۰۷)
- لوئیزیتو - داستانی عاشقانه (۲۰۰۸)